# 5504 Lanzerotti
5504 Lanzerotti eller 1985 FC2 är en asteroid i huvudbältet som upptäcktes den 22 mars 1985 av den amerikanske astronomen Edward L.G. Bowell vid Anderson Mesa Station. Den är uppkallad efter den amerikanske fysikern Louis J. Lanzerotti.
Asteroiden har en diameter på ungefär 7 kilometer.